# MTV (España)
MTV es un canal de televisión por suscripción español de origen estadounidense. Se encuentra enfocado en el entretenimiento, con la emisión de series extranjeras, telerrealidad de producción original y música. Fue lanzado al aire el 10 de septiembre de 2000 y se encuentra operado por Paramount Networks EMEAA, a su vez propiedad de Paramount Skydance Corporation. El canal estuvo disponible dentro de la televisión digital terrestre entre el 16 de septiembre de 2010 y el 7 de febrero de 2014, cuando regresó a la televisión de pago debido a su baja audiencia.

## Historia

### Paso por la TDT española
Gracias a un acuerdo entre Viacom y Vocento, el 3 de agosto de 2010, MTV empezó a emitir en señal de pruebas dentro de la televisión digital terrestre nacional con la emisión de cortinillas, promociones del canal y videos musicales de forma ininterrumpida hasta que, el 16 de septiembre del mismo año, comenzó sus emisiones regulares en la TDT a las 21:00 con la reemisión de los premios MTV Video Music Awards. Dejó de emitir música ininterrumpida, y su programación se basó en programas de telerrealidad, series humorísticas y programación importada y dejó de lado la música como principal fuente de contenido. En el mismo día, el canal fue retirado del operador de televisión satelital Canal+. Al final, el canal volvió a la plataforma en el dial 85. El 1 de julio de 2011, MTV España adaptó su imagen corporativa retirando el nombre «Music Televisión» debajo del logotipo y cortándolo a la mitad.

### Regreso a la televisión de pago
El 31 de enero de 2014 se anunció que MTV cesaría sus emisiones en la TDT el 7 de febrero del mismo año. Mientras el canal regresó exclusivamente a Canal+, en el resto de operadoras de pago el canal fue reemplazado por otro de la compañía o suprimido totalmente de su oferta de programación.
El 7 de abril de 2014, la frecuencia en donde emitía MTV desaparece debido a la sentencia del Tribunal Supremo de Justicia, promovida por el Partido Popular de anular las concesiones de emisión en abierto para nueve canales por haber sido otorgadas sin las debidas licencias. Por este motivo, MTV no fue sustituido por ningún otro canal.
El 20 de febrero de 2015 el operador Movistar TV incorporó al canal en su parrilla de programación. 
A pesar de haber relegado la música a un segundo plano, MTV sigue emitiendo música a diario, con bloques de programación como «100% MTV», compuesto enteramente por vídeos musicales de géneros como el R&B, Hip-Hop, EDM, Rock, Indie, entre otros. A principios de junio de 2016, este bloque pasó a llamarse «MTV Insomnia». Además, el canal emite música en un bloque llamado «#MañanasMusicalesMTV» desde la mañana hasta la tarde los fines de semana. Poco tiempo después de su regreso a Canal+, MTV empieza a emitir de nuevo emitir conciertos en horario central.
Tras casi un año de exclusividad en Canal+, el canal se incorporó el 7 de enero de 2015 a Telecable, y el 20 de febrero en Movistar TV. De este modo, continuó formando parte de Movistar Plus+ tras la fusión de Canal+ y Movistar TV.
El 1 de diciembre de 2015 el canal se reincorporó al dial 37 de Vodafone TV tras casi 2 años de haber abandonado su oferta de canales.
El 7 de septiembre de 2016, es lanzada la señal en alta definición de MTV España en exclusiva para los suscriptores de Vodafone TV y Telecable.

## Programación

### Series
- Alaska y Mario
- Super Shore
- MTV Trolling
- Parejas a la carrera
- Vergüenza ajena: Made in Spain
- A mis 17
- Ahora o nunca ¿qué te gustaría hacer antes de morir?
- Catfish: mentiras en la red
- Padres al control
- Ke$ha: esta es mi vida
- Cita para 3
- Cita con mamá
- Crisis ¿qué crisis?
- Cosas de tíos
- Embarazada a los 16
- HS
- Jackass
- Los 100 momentos más impactantes de la historia de la música
- Made, ¡Quiero cambiar!
- Megacasas
- Mis Super Dulces 16
- Mis Super Dulces World Class
- Mi vida
- MTV @t The Movies
- MTV Cazados
- MTV Exposed
- MTV Pira2
- MTV Tuning
- MTV Tuning España
- Nitro Circus
- Jersey Shore
- Gandía Shore
- Geordie Shore
- Lip Sync Battle
- Paris Hilton's My New Best Friend Forever
- Plain Jane: Una chica del montón
- Popland
- Savage y el sexo
- Scandalicious
- Teen Mom
- Acapulco Shore
- Todos contra mi
- Los 100 artistas más sexies
- Vaya semanita
- Vergüenza ajena
- La hora chanante
- Vida XXL
- Grossbusters
- Mi ex me tiene ganas
- Ya no estoy gordo
- Yo! MTV Raps.
- MTV Cribs
- Death Valley
- The Inbetweeners (USA)
- Mike Judge's Beavis and Butt-Head
- Celebrity Deathmatch
- La Chica Invisible
- Las farsantes
- Snooki & Jwoww
- Teen Wolf
- The Pauly D Project
- Dismissed
- Tiempos duros para RJ Berger
- Dirty Sanchez
- I Bet You Will
- The Osbournes
- Undressed
- Daria
- The Hills
- Teen Cribs
- 10 razones para odiarte
- America's Best Dance Crew
- Usavich
- Cougar Town
- Los Osbourne
- My Own
- Disaster Date
- The City
- Niñas de papá
- Valemont
- Room Raiders
- Una noche con...
- La gran duda de Tila Tequila
- Instant Star
- One bad trip
- Greek
- The Real World
- Wonder Showzen
- Stankervision
- Efecto EX
- Crash Canyon
- Degrassi: La nueva generación
- South Park
- Diario adolescente
- Enjaulados
- Fallen: El ángel caído
- Finales felices
- Hellcats
- Héroes
- Pequeñas Mentirosas
- Kyle XY
- Misfits
- Reaper
- Blue Mountain State
- Los Hermanos Donelly
- Making The Band
- Room 401
- Slips
- That's Amore
- Busta Moves
- La Familia Crews
- Busted
- Crank Yankers
- Dancelife
- De Callejero A Caballero
- Jessica Simpson: El precio de la belleza
- Fist Of Zen
- Next
- Los Dudeson's en América
- Niñas mal
- Plain jane: Una chica del monton
- La vida según Liz
- The Fabulous Life
- Scream Queens
- Glory Daze
- La Casa de Los Dibujos

### Música
- Top 20 MTV Hits
- MTV Videobox
- MTV Insomnia
- Adivina el año
- MTV El vídeo del año
- 100% MTV
- MTV Zona Festivalera
- Behind the Music
- Short List
- Pop-Up Video
- MTV Videobox Classics
- MTV El vídeo del verano
- MTV Top 10, Storytellers
- El camino
- Top 20 MTV Downloads
- MTV Videobox Artistas
- MTV Worldstage
- MTV Countdowns
- Apuestas MTV
- Isle of MTV
- Camino a los EMA
- MTV Video Music Awards
- MTV Europe Music Awards
- Video Love
- Say it in song
- ¡A cantar!

## Antiguos presentadores de la cadena
- Claudia González (Select MTV)
- Miguel Such (Select MTV)
- Artur Palomo Ramos (Select MTV)
- Deborah Ombres (MTV Hot)
- Guillem Caballé (MTV Kabuki, MTV Top 20 España)
- Johann Wald (MTV Top 20 España)
- Laura Hayden (MTV Top 20 España, Festivaleros MTV)
- Duo Kie (MTV Tunning España)
- Ricky Merino (¡A cantar!)
- Mario Vaquerizo y Olvido Gara (MTV El vídeo del año y Alaska y Mario)
- Xzibit (MTV Tuning)

## Audiencias en TDT
|      | enero | febrero | marzo | abril | mayo | junio | julio | agosto | septiembre | octubre | noviembre | diciembre | Media anual |
| ---- | ----- | ------- | ----- | ----- | ---- | ----- | ----- | ------ | ---------- | ------- | --------- | --------- | ----------- |
| 2010 | -     | -       | -     | -     | -    | -     | -     | -      | -          | -       | -         | -         | -           |
| 2011 | -     | -       | -     | -     | -    | -     | -     | -      | -          | -       | -         | -         | -           |
| 2012 | 0,6%  | 0,6%    | 0,6%  | 0,8%  | 0,7% | 0,7%  | 0,8%  | 0,8%   | 0,7%       | 0,7%    | 0,7%      | 0,8%      | 0,7%        |
| 2013 | 0,7%  | 0,5%    | 0,6%  | 0,6%  | 0,6% | 0,7%  | 0,7%  | 0,7%   | 0,6%       | 0,5%    | 0,6%      | 0,5%      | 0,6%        |
| 2014 | 0,5%  | 0,1%    | -     | -     | -    | -     | -     | -      | -          | -       | -         | -         | 0,05%       |

El 7 de abril de 2014, la frecuencia en donde emitía MTV desaparece debido a la sentencia del Tribunal Supremo de Justicia, promovida por el Partido Popular de anular las concesiones de emisión en abierto para nueve canales por haber sido otorgadas sin las debidas licencias. Por este motivo, MTV no fue sustituido por ningún otro canal.
Tras no llegar o superar el 1,00% de audiencia de media diaria en canal no ha intentado volver a la TDT.